# Ферстаппен, Йос
Йоханнес Францискус «Йос» Ферстаппен (нидерл. Jos Verstappen; род. 4 марта 1972, Монтфорт, Лимбург) — нидерландский автогонщик, бывший гонщик «Формулы-1». Отец Макса Ферстаппена, чемпиона мира Формулы-1 2021, 2022, 2023 и 2024 годов.

## Биография
Выступал в командах «Benetton» (1994), «Simtek» (1995), «Footwork» (1996), «Tyrrell» (1997), Stewart (1998), «Arrows» (2000-2001), «Minardi» (2003).
Во время одного из пит-стопов в ходе Гран-при Германии 1994 года машина Ферстаппена загорелась. Во время заправки механик открыл клапан подачи топлива до того, как заправочный шланг был зафиксирован в горловине бака. В результате топливо забрызгало все вокруг, включая раскаленный капот машины, и все вокруг превратилось в огромный огненный шар. Ферстаппен находился в шлеме с приоткрытым забралом, получил небольшие ожоги лица, однако уже на следующем Гран-при финишировал третьим.
В 1999 году Ферстаппен был тест-пилотом проекта по возвращению компании Honda в Формулу-1. Проект был свёрнут после смерти Харви Постлтуэйта. Впоследствии компания всё же вернулась в чемпионат, но уже без Ферстаппена.
Выступал первым пилотом серии А1 Гран-при сезона 2005—2006 года за команду Нидерландов, выиграл основную гонку на трассе в Дурбане. 27 сентября 2006 года покинул команду из-за денежных разногласий, заменён на Йеруна Блекемолена.
В 2008 году стал чемпионом серии Ле-Ман в классе прототипов второй категории (LMP2) в составе нидерландской команды Van Merksteijn Motorsport. Выступал в серии Ле-Ман, участвовал в 24 часах Ле-Мана 2009 года на заводском Астон Мартине категории LMP1.

## Достижения
- 107 этапов Гран-при, побед не имеет (лучший результат — 3-е место на Гран-при Венгрии и Бельгии 1994 года)
- Чемпион серии Ле-Ман в классе LMP2 2008 года.

### Выступления в «Формуле-1»
| Легенда к таблице |                                                                    |
| --- | ------------------------------------------------------------------ |
| В таблице перечислены результаты всех Гран-при Формулы-1, в которых принимал участие гонщик. Строками таблицы являются сезоны, столбцами — этапы чемпионата мира. В каждой клетке указаны сокращённое название этапа и результат, дополнительно обозначенный цветом. Расшифровка обозначений и цветов представлена в нижеследующей таблице. |                                                                    |
| \| Пример \| Описание \| \| ------------ \| ------------------------------------------------------------------ \| \| 1 \| Победитель \| \| 2 \| Второе место \| \| 3 \| Третье место \| \| 5 \| Финишировал, заработав очки \| \| Сход \| Не финишировал, но при этом заработал очки \| \| 12 \| Финишировал, не получив очков \| \| НКЛ \| Финишировал, но не попал в финальную классификацию \| \| 15 \| Участвовал вне зачёта, либо по отдельной классификации \| \| 18 \| Не финишировал, но попал в финальную классификацию \| \| Сход \| Не финишировал \| \| НКВ \| Не прошёл квалификацию \| \| НПКВ \| Не прошёл предквалификацию \| \| ДСК \| Дисквалифицирован \| \| ИСК \| Исключён из протокола соревнований \| \| ТТ \| Заявлен для участия только в тренировках \| \| НС \| Участвовал в квалификации, но не стартовал в гонке \| \| Т \| Травмирован или болен \| \| ОТК \| Отказ от участия \| \| НТР \| Прибыл на соревнования, но на трассу не выезжал \| \| НПР \| Был заявлен в числе участников, но не прибыл к началу соревнований \| \| О \| Соревнования отменены \| \| \| Не участвовал \| \| Поул-позиция \| \| \| Быстрый круг \| \| |                                                                    |
| Пример | Описание                                                           |
| 1 | Победитель                                                         |
| 2 | Второе место                                                       |
| 3 | Третье место                                                       |
| 5 | Финишировал, заработав очки                                        |
| Сход | Не финишировал, но при этом заработал очки                         |
| 12 | Финишировал, не получив очков                                      |
| НКЛ | Финишировал, но не попал в финальную классификацию                 |
| 15 | Участвовал вне зачёта, либо по отдельной классификации             |
| 18 | Не финишировал, но попал в финальную классификацию                 |
| Сход | Не финишировал                                                     |
| НКВ | Не прошёл квалификацию                                             |
| НПКВ | Не прошёл предквалификацию                                         |
| ДСК | Дисквалифицирован                                                  |
| ИСК | Исключён из протокола соревнований                                 |
| ТТ | Заявлен для участия только в тренировках                           |
| НС | Участвовал в квалификации, но не стартовал в гонке                 |
| Т | Травмирован или болен                                              |
| ОТК | Отказ от участия                                                   |
| НТР | Прибыл на соревнования, но на трассу не выезжал                    |
| НПР | Был заявлен в числе участников, но не прибыл к началу соревнований |
| О | Соревнования отменены                                              |
| | Не участвовал                                                      |
| Поул-позиция |                                                                    |
| Быстрый круг |                                                                    |

| Сезон | Команда                   | Шасси         | Двигатель    | 1        | 2        | 3        | 4        | 5        | 6        | 7        | 8        | 9        | 10       | 11       | 12       | 13       | 14       | 15       | 16       | 17     | Место | Очки |
| ----- | ------------------------- | ------------- | ------------ | -------- | -------- | -------- | -------- | -------- | -------- | -------- | -------- | -------- | -------- | -------- | -------- | -------- | -------- | -------- | -------- | ------ | ----- | ---- |
| 1994  | Mild Seven Benetton Ford  | Benetton B194 | Ford V8      | БРА Сход | ТИХ Сход | САН      | МОН      | ИСП      | КАН      | ФРА Сход | ВЕЛ 8    | ГЕР Сход | ВЕН 3    | БЕЛ 3    | ИТА Сход | ПОР 5    | ЕВР Сход | ЯПО      | АВС      |        | 10    | 10   |
| 1995  | MTV Simtek Ford           | Simtek S951   | Ford V8      | БРА Сход | АРГ Сход | САН Сход | ИСП 12   | МОН НС   | КАН      | ФРА      | ВЕЛ      | ГЕР      | ВЕН      | БЕЛ      | ИТА      | ПОР      | ЕВР      | ТИХ      | ЯПО      | АВС    | НК    | 0    |
| 1996  | Footwork Hart             | Footwork FA17 | Hart V8      | АВС Сход | БРА Сход | АРГ 6    | ЕВР Сход | САН Сход | МОН Сход | ИСП Сход | КАН Сход | ФРА Сход | ВЕЛ 10   | ГЕР Сход | ВЕН Сход | БЕЛ Сход | ИТА 8    | ПОР Сход | ЯПО 11   |        | 16    | 1    |
| 1997  | Tyrrell                   | Tyrrell 025   | Ford V8      | АВС Сход | БРА 15   | АРГ Сход | САН 10   | МОН 8    | ИСП 11   | КАН Сход | ФРА Сход | ВЕЛ Сход | ГЕР 10   | ВЕН Сход | БЕЛ Сход | ИТА Сход | АВТ 12   | ЛЮК Сход | ЯПО 13   | ЕВР 16 | NC    | 0    |
| 1998  | Stewart Ford              | Stewart SF02  | Ford V10     | АВС      | БРА      | АРГ      | САН      | ИСП      | МОН      | КАН      | ФРА 12   | ВЕЛ Сход | АВТ Сход | ГЕР Сход | ВЕН 13   | БЕЛ Сход | ИТА Сход | ЛЮК 13   | ЯПО Сход |        | НК    | 0    |
| 2000  | Arrows F1 Team            | Arrows A21    | Supertec V10 | АВС Сход | БРА 7    | САН 14   | ВЕЛ Сход | ИСП Сход | ЕВР Сход | МОН Сход | КАН 5    | ФРА Сход | АВТ Сход | ГЕР Сход | ВЕН 13   | БЕЛ 15   | ИТА 4    | США Сход | ЯПО Сход | МАЛ 10 | 12    | 5    |
| 2001  | Orange Arrows Asiatech    | Arrows A22    | Asiatech V10 | АВС 10   | МАЛ 7    | БРА Сход | САН Сход | ИСП 12   | АВТ 6    | МОН 8    | КАН 10   | ЕВР Сход | ФРА 13   | ВЕЛ 10   | ГЕР 9    | ВЕН 12   | БЕЛ 10   | ИТА Сход | США Сход | ЯПО 15 | 18    | 1    |
| 2003  | European Minardi Cosworth | Minardi PS03  | Cosworth V10 | АВС 11   | МАЛ 13   | БРА Сход | САН Сход | ИСП 12   | АВТ Сход | МОН Сход | КАН 9    | ЕВР 14   | ФРА 16   | ВЕЛ 15   | ГЕР Сход | ВЕН 12   | ИТА Сход | США 10   | ЯПО 15   |        | 22    | 0    |